# Charles Abela Memorial Stadium
Charles Abela Memorial Stadium – stadion piłkarski w mieście Mosta na Malcie. Swoje mecze rozgrywa na nim drużyna piłkarska Mosta FC. Stadion może pomieścić 600 widzów.